# 보드니 스타디온역
보드니 스타디온 역(러시아어: Водный стадион)은 모스크바 지하철 자모스크보레츠카야 선의 역이다.
역명의 유래가 된 보드니 경기장은 현재 대부분 사용되지 않고 있다.

## 역사
1964년 12월 31일에 개통되었다.

## 위치
역으로 들어가는 두 개의 출입구는 크론슈타츠키 대로와 골로빈스코예 고속도로의 교차점에 위치하고 있다.

## 디자인
표준화된 기둥과 삼각형 모양 디자인의 설계에 따라 건설되었다. 기둥은 푸르스름한 대리석으로 장식되어 있고 벽은 흰색 타일로 이루어져 있으며 밑부분에는 푸른색의 두 줄무늬가 있다.